# João II de Harcourt
João II de Harcourt «O pio» (1240 - 21 de Dezembro de 1302), foi um Cavaleiro medieval francês, Senhor de Harcourt e barão de Elbeuf. Foi visconde de Châtellerault e de Saint-Sauveur. Foi Marechal de França desde 1283. Esteve com o rei Filipe III de França na Cruzada de Aragão em  1285.  No ano de 1302, acompanhou Carlos, Conde de Valois a Cecília.

## Relações familiares
Foi filho de João I de Harcourt "prud'homme" e de Alice de Beaumont, filha de João de Beaumont e de Alix de Villemomble.
Foi casado por duas vezes, a primeira com Inês da Lorena, filha de Frederico III da Lorena duque da Lorena e de Margarida de Navarra. A sua primeira esposa morreu sem lhe deixar descendência, pelo que se voltou a casar em 1275, desta vez com Joana de Châtellerault, viscondessa de Châtellerault e Senhora de Lillebonne, filha de Almerico II de Châtellerault (1200 - 1242) e de Ágata de Aumale, de quem teve:
1. João III de Harcourt ( ? - 1329), senhor de Harcourt, casado com Alice de Brabant, filha de Godofredo de Brabant (1250 - 1302) e de Joana Isabeau de Vierzon.
2. Joana de Harcourt, casada com Henrique de Avaugour ( ? – 1331), barão de Avaugour, de Goello e de Mayenne.
3. Margarida de Harcourt casada com Roberto de Boulainvillers, Senhor de Boulainvillers, e de Chepoy. Mais tarde veio a casar em segundas nupcias com Raul de Estouteville, Senhor de Rames.